# Concerto festival
Le Concerto Festival d’Abidjan, appelé précédemment Concerto pour l'indépendance, est né en 1993, de la volonté du maire Ernest N’koumo Mobio, alors maire de la Ville d’Abidjan (maire de 1985 à 2002), de redonner à la Fête Nationale de Côte d’Ivoire sa ferveur d'antan.

## Histoire
La fête Nationale de la Côte d’Ivoire, après avoir été célébrée pendant plusieurs années avec faste et joies par des défilés et différentes manifestations, à tour de rôle dans les villes du pays, avait perdu de son engouement. Guy Modeste Dogbo, sous-directeur chargé de l’Action Culturelle a  alors proposé de convier les grandes Musiques d’Abidjan (Musique de la Gendarmerie, de la Garde Républicaine, des FANCI et l’Harmonie Municipale) à un grand concert sur l’esplanade de l'hôtel de ville au Plateau. 	
L’idée qu’à la fin du concert, lesdites musiques exécutent à l’unisson un hymne baptisé « Concerto pour l'indépendance ». Étaient invités à ce concert, des personnalités et un public trié sur le volet.
Se tenant les weekends précédant, ou suivant la date du 6 décembre (jour de la veille de la fête Nationale) si ce jour n’était pas lui-même un week-end, le Concerto pour l’indépendance avait pour site la devanture de l’hôtel de ville du Plateau.
Au fil des années, l’idée de faire du Concerto pour l’indépendance un événement qui se tiendrait toutes les années, à la date exacte du 6 décembre, a été décidé. Et, entretemps, pour accroître l’audience de cette fête, la Musique de variété y a été introduite.  Aussi, en 1994, avec l’affluence massive des spectateurs, Guy Modeste Dogbo a suggéré la délocalisation du Concerto Festival d'Abidjan sur le site de la place de la République au Plateau.

La Côte d’Ivoire, depuis son accession à l’indépendance, célébrait sa fête nationale dans ses différentes villes qui, tour à tour, accueillaient pour l’occasion des délégations officielles venues de la capitale. C’était donc des chants et des danses de tout le pays qui se réunissait en un seul lieu. Le point culminant des festivités demeurait le défilé officiel.

Mais, au fil du temps, beaucoup de facteurs, notamment économiques, ont provoqué un manque avéré d’engouement pour la fête de l’indépendance qui, normalement célébrée le 7 août va passer au 7 décembre.
Né dans le but de commémorer et de redonner vie à la fête nationale de la Cote d’Ivoire, le « CONCERTO FESTIVAL » appelé précédemment Concerto pour l’indépendance a été initié par le District d’Abidjan. N’étant au départ qu’un hymne composé et joué par l’Harmonie Municipale chaque 6 décembre jour de la veille de la fête nationale, il devient un événement majeur. Il se tient le 6 décembre 1994 pour sa 1re édition, à la Place de la République au Plateau à Abidjan.
Au fil des années, la fête nationale va être ramenée à sa date originelle du 7 août.

Le Concerto festival va connaître une évolution dans sa forme. L’unique scène de la place de la République va d’abord se voir déplacer sur le boulevard Valery Giscard d’Estaing à Treichville, puis sera secondée d’une nouvelle scène en 2009, celle de la place Ficgayo à Yopougon. Pour l’édition 2010, un autre site verra le jour, celui du Complexe Sportif d’Abobo.
QU'EST CE QUE LE CONCERTO FESTIVAL ?
- Le plus grand événement public culturel en Côte d’Ivoire
- Unique Festival de musique, danse, humour et pyrotechnie gratuit
- Prestations d’artistes de renommée internationale
- Unique événement qui mobilise chaque année plus de deux cent mille personnes venant d’horizons diverses, et issues de toutes les couches sociales et de tous âges.

Se déroulant chaque année à la date du 6 au 7 août, le Concerto festival, est un événement majeur dont s’est dotée la ville d’Abidjan pour commémorer avec éclat l’indépendance de la Cote d’ivoire.
Dès lors, devenu un événement, le Concerto pour l’indépendance accueillera depuis sa 1re édition jusqu’à ce jour, le passage en play-back de certains artistes, pour finir avec des concerts live dont une tête d’affiche.
Il sera décidé plus tard de ne faire passer qu’en live les artistes, pour amener ceux-ci à s’habituer à cette façon de rendre leurs œuvres musicales, qui est en fait le gage d’une réelle réussite dans le monde du show-biz. 
Dans le but de devenir un événement de renommée mondiale, le Concerto pour l’indépendance va, à partir de sa 10e édition, changer de nom pour devenir le Concerto Festival d’Abidjan.

La place de la République devenant exiguë à cause du nombre de spectateurs de plus en plus important au fil de ses éditions, le Concerto Festival d’Abidjan va une fois de plus changer de site pour se transposer sur le boulevard Valéry Giscard d'Estaing.